# Tetraconodon
Tetraconodon es un género extinto de mamífero artiodáctilo de la familia Suidae que vivió en el periodo Mioceno. Sus restos fueron hallados en Birmania y Pakistán.